# Sevinch Rakhimova
Sevinch Rakhimova (née le 22 janvier 1999 à Ourguentch) est une karatéka ouzbèke qui concourt dans la catégorie des moins de 55 kg et est membre de l'équipe nationale d'Ouzbékistan. Elle a remporté une médaille d'argent aux Championnats d'Asie 2019 et une médaille de bronze aux Jeux de la solidarité islamique de 2021. Elle est également médaillée d'or des Jeux asiatiques de 2022.

## Biographie
Dans son enfance, Sevinch a commencé à pratiquer la gymnastique artistique et la boxe, mais à partir de 2013, elle est passée au karaté sous la guidance[anglicisme à remplacer] de l'entraîneur Sulaymon Yusupov.
En 2019, elle a remporté une médaille d'argent lors des Championnats d'Asie dans la catégorie des moins de 55 kg à Tachkent,.
En 2021, Sevinch Rakhimova a participé à un tournoi de qualification olympique à Paris, en France, pour décrocher une place aux Jeux olympiques à Tokyo, au Japon. 
Cependant, elle a été battue en 64es de finale par la Russe Nailya Gataullina. La même année, elle a également participé aux Championnats du monde de karaté à Dubaï, aux Émirats arabes unis, mais a subi une défaite dans le match pour la médaille de bronze dans la catégorie des moins de 55 kg contre la Russe Anna Chernysheva (en),. Elle a également perdu dans le match pour la médaille de bronze lors des Championnats d'Asie de karaté 2021.
En 2022, lors des Jeux de la solidarité islamique à Konya, en Turquie, Sevinch Rakhimova a remporté une médaille de bronze chez les femmes dans la catégorie des moins de 55 kg, en battant l'Indonésienne Cok Istri Agung Sanistyarani (en),.
En août 2023, lors des II(es) Jeux de la Communauté des États indépendants (CEI) à Minsk, en Biélorussie, elle a remporté une médaille d'or dans la catégorie des moins de 55 kg. En octobre de la même année, lors des Jeux asiatiques d'été à Hangzhou, en Chine, dans les compétitions de kumite de la catégorie de poids des moins de 55 kg, elle a vaincu la Taïwanaise Sui-Ping Ku, en finale, remportant ainsi la médaille d'or,,,,.

## Palmarès
| Année | Compétition                     | Lieu                  | Rang | Catégorie     |
| ----- | ------------------------------- | --------------------- | ---- | ------------- |
| 2019  | Championnats d'Asie             | Tachkent, Ouzbékistan | 2e   | Kumite -55 kg |
| 2022  | Jeux de la solidarité islamique | Konya, Turquie        | 3e   | Kumite -55 kg |
| 2023  | Jeux de la CEI                  | Minsk, Biélorussie    | 1er  | Kumite -55 kg |
| 2023  | Jeux asiatiques                 | Hangzhou, Chine       | 1er  | Kumite -55 kg |